# Jacques Baudrier
Pour les articles homonymes, voir Baudrier.
Jacques Baudrier, né le 4 mai 1872 à Paris et mort le 24 avril 1947 au Castellet (Var), est un skipper français.

## Biographie

### Vie personnelle
Jacques Baudrier naît à Paris en 1872, fils d'Émile Alexandre Baudrier, notaire, et de Berthe Panel, son épouse. Il devient clerc de notaire, puis notaire de 1906 à 1931,.
Il est le cousin germain de Lucien Baudrier, lui aussi skipper aux Jeux de 1900.
Il meurt subitement à Toulon à la fin du mois d'avril 1947. Ses obsèques ont lieu le 3 mai à Paris.

### Carrière sportive
Jacques Baudrier participe aux Jeux olympiques d'été de 1900.
À bord de Crabe II, il dispute les deux courses de classe ½ – 1 tonneau. Il remporte la médaille d'argent à l'issue de la première course et termine troisième de la seconde course, qui n'est pas reconnue par le Comité international olympique. 
À bord de Nina Claire, il est médaillé de bronze à l'issue de la première course de classe 1-2 tonneaux et quatrième de la seconde course de cette classe, avec notamment son cousin Lucien Baudrier.
Il est président du Cercle de la voile de Paris à la fin des années 1920.

## Source
- « Nécrologie. Jacques Baudrier », Le Yacht,‎ 14 juin 1947, p. 464 (lire en ligne)